# Заудаївське
Заудаї́вське (заст. «Дворець») — село в Україні, у Прилуцькому районі Чернігівської області. Населення становить 44 осіб.Входить до складу Сухополов'янської сільської громади.

## Історія

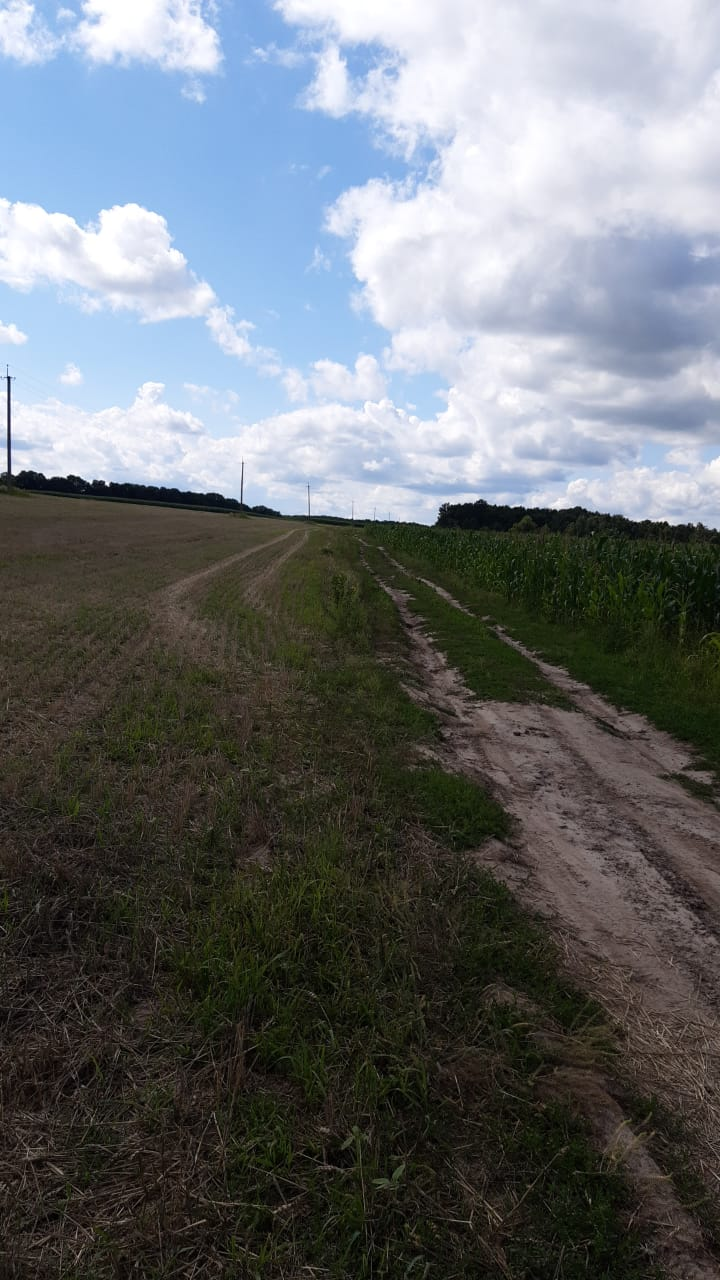
Ґрунтова дорога із Заудаївського до Маціївки

Заудаївський (Дворець) був приписаний до  церкви св. Михаїла в сусідній Маціївці.
У 1862 році на хуторі володарському Заудаївський (Дворець) було 36 дворів, де жило 220 осіб.
У 1911 році на хуторі Заудаївський проживала 321 особа.
До 2019 року орган місцевого самоврядування — Смоська сільська рада.

## Населення

### Мова
Розподіл населення за рідною мовою за даними перепису 2001 року:
| Мова       | Кількість | Відсоток |
| ---------- | --------- | -------- |
| українська | 42        | 95.45%   |
| російська  | 2         | 4.55%    |
| Усього     | 44        | 100%     |